# Hishults län
Hishults län var ett danskt slottslän som bildades under 1400-talet. Det omfattade Hishults socken, delar av Våxtorps, Knäreds, Ysby och Skånes Fagerhults socknar.

## Historia
Under 1200-talet hade organisationen med kungalev spelat ut sin roll, samtidigt med att högmedeltidens statsmakt och skatteväsende byggdes ut. Från den tiden och en bit in på 1300-talet organiserades den kungliga administrationen främst i så kallade slottslän. För att befästa kungens makt uppfördes runt om i Danmark kungliga och privata borgar byggda i sten och tegel, för förvaltningen och som militära stödjepunkter. På dessa riksfästen residerade länsmän (på danska lensmænd) rekryterade ur frälset. De härader som omgav en borg anslogs för dess underhåll och försörjning av både civila och militära funktionärer. Tillsammans bildade häraderna ett slottslän. Det danska riket bestod av ett flertal slottslän av varierande storlek. Länsindelningen var inte fast utan kunde ändras av kungen när ny länsman utsågs.
Länets utsträckning ”tyder på att gränserna bestämdes med hänsyn till järntillverkningen”, enligt arkeologen John Nihlen. I vissa danska områden utgjorde järn en del av skatteuppbörden och 1456-1458 bidrog Hishults län med mer än hälften av hela det dansk-norska rikets järnuppbörd. År 1562 transporterades en stor mängd järn från Hishults små masugnar till Köpenhamn för att ingå i den nya kungaborgen.
Under 1400- och 1500-talen var Hishult ett avgiftslän som förvaltade för kronans räkning. År 1574 tilldelades Ejler Krafse Hishult som ett tjänstelän, genom ett markbyte med alla dess bönder och intäkter, inklusive kronoskatt och kronans del av kyrkotiondet, som belöning för tjänster utförda för kronan. Kronan kunde låna av förmögna stormän genom att pantsätta ett län (inteckna) varefter länsmannen fick rätt att uppbära samtliga inkomsterna tills kronan kunde lösa in lånet, eller att panttiden löpt ut.
Länet fungerade därefter som ett birk och därmed juridiskt underställt Sjöboholm och Stora Oxhult, vilka då anlades. Från att ha varit kronobönder blev åborna i Hishult insockne frälsebönder med skyldighet att göra dagsverken vid huvudgårdarna. De lydde under länets rättsregler till 1683 då svensk lag började gälla i Halland.
Hishults län administrerades från den befästa sätesgården Sjöboholm, belägen på en holme i Oxhultasjön väster om Hishults by. 

## Länsherrar
- 1475-87 Ivar Axelsson Thott på Härlöf, testamenterar 1475 åt sin hustru Hishults län[2]
- 1487-95 Magdalena Karlsdotter Thott
- 1574-99 Eiler Hansen Krafse fick Hishult i pant från 1574 då han bytte mark[3]
- 1629-45 Ejler Holck [4]